# شب کارناوال
شب کارناوال (روسی: Карнавальная ночь) یک فیلم موزیکال محصول ۱۹۵۶ شوروی است.